# Nedine spathi
Nedine spathi är en skalbaggsart som först beskrevs av Heller 1924.  Nedine spathi ingår i släktet Nedine och familjen långhorningar.
Artens utbredningsområde är Filippinerna. Inga underarter finns listade i Catalogue of Life.